# Zlatí chlapci
Zlatí chlapci (v anglickém originále The Golden Boys) je americká romantická komedie z roku 2008. Režisérem a scenáristou snímku byl Daniel Adams, scénář je adaptací románu Cap'n Eri od Josepha C. Lincolna. Děj filmu se odehrává na mysu Cape Cod na východě amerického státu Massachusetts. Pojednává o třech vysloužilých sedmdesátiletých námořnících, kteří se snaží nalákat mladší ženu do manželství. Ve filmu hráli David Carradine, Rip Torn, Bruce Dern, Mariel Hemingway, Charles Durning a další.

## Obsazení
| David Carradine       | kapitán Zebulon Hedge    |
| Rip Torn              | kapitán Jeremiah Burgess |
| Bruce Dern            | kapitán Perez Ryder      |
| Mariel Hemingway      | Martha Snow              |
| Charles Durning       | John Bartlett            |
| Jason Alan Smith      | Ralph Hazeltine          |
| Christy Scott Cashman | Elisabeth Preston        |
| Angelica Torn         | Melissa Busteed          |
| John Savage           | Web Saunders             |
| Julie Harris          | hráčka na melodeon       |
| Stephen Russell       | Luther Norris            |
| Stephen Mailer        | Squealer Wixon           |
| Donald Foley          | Bluey Bachelder          |
| Miles Herter          | doktor Palmer            |
| Jonathan Edwards      | reverend Perley          |
| Lila Dupree           | Pasha Norris             |